# 829 Naval Air Squadron
829ème Escadron aéronaval
Le 829 Naval Air Squadron ou 829 NAS, surnommé les Strike Deep, est un escadron de la Royal Navy du Fleet Air Arm. Il était basé à la Royal Naval Air Station Culdrose (RNAS Culdrose) en Cornouailles. L'escadron a été formé en 1940, dissout et reformé plusieurs fois, la dernière fois en 2004. Il a été dissout en 2018 et servait sur le HM2 Merlin.

## Historique

### Origine
Le 829 Naval Air Squadron a été créé le 15 juin 1940 en tant qu'escadron de torpilleurs et de reconnaissance à la Royal Naval Air Station (RNAS) Ford, dans le Sussex, et été équipé de neuf bombardiers torpilleurs Fairey Albacore.

### Transfert au 814 NAS
L'escadron a été mis hors service le 28 mars 2018, les avions et le personnel de l'unité ont été transférés au 814 Naval Air Squadron, également basé au RNAS Culdrose.

## Galerie
|                                                   |
| Merlin HM mk1 du 829 NAS eu RNAS Culdrose en 2005 |

|                                                 |
| Merlin HM1 ravitaillant le HMS Monmouth en 2007 |